# بهمن أباد (شهرستانة)
بهمن أباد (بالفارسية: بهمن‌آباد) هي مستوطنة تقع في إيران في قسم شهرستانة الريفي.